# 鳥町
鳥町（とりまち）は、兵庫県三木市にある大字。旧・美嚢郡久留美村大字鳥町。旧・美嚢郡三木町大字鳥町。郵便番号は673-0456。

## 地理

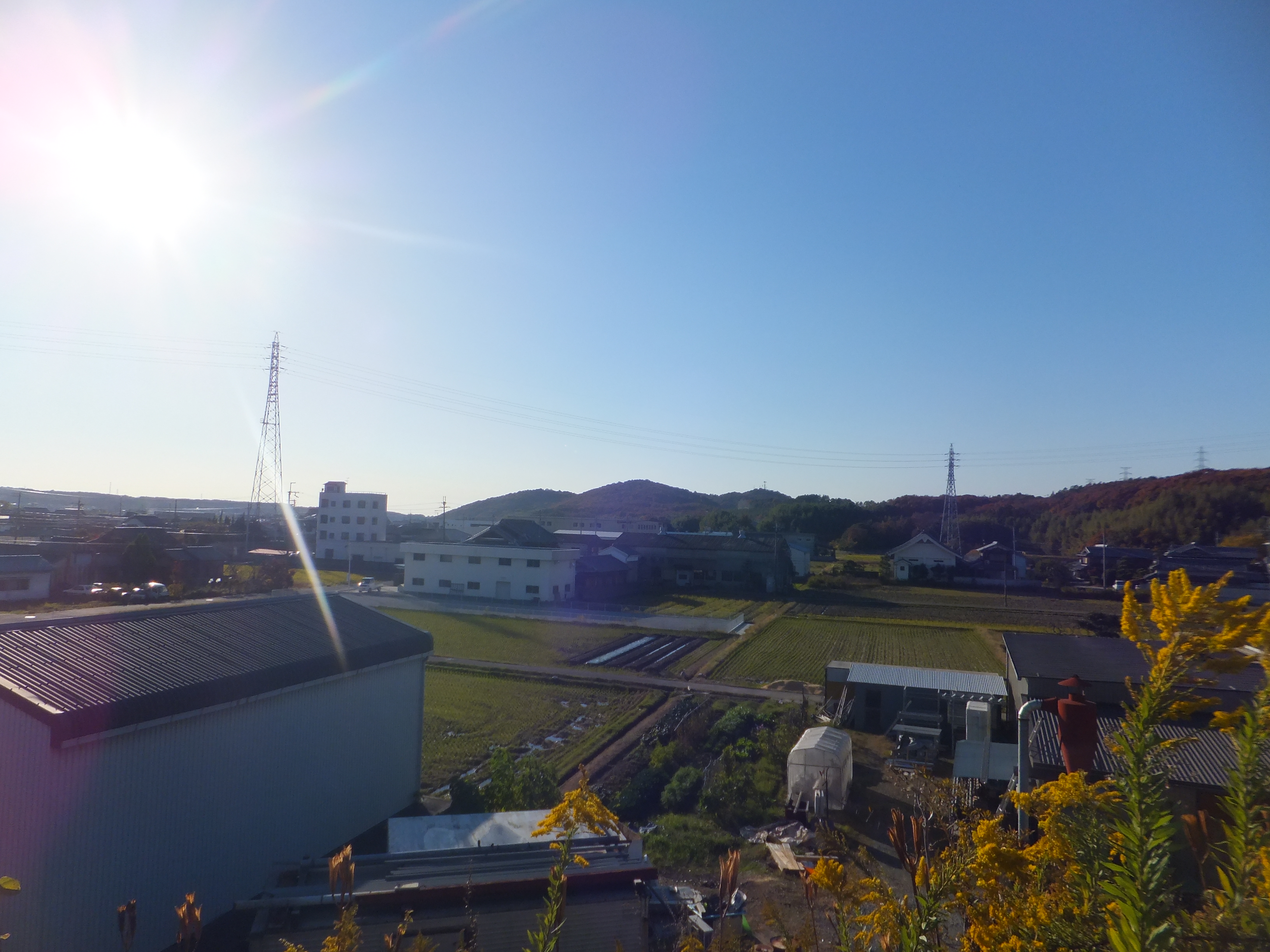
鳥町の街並み

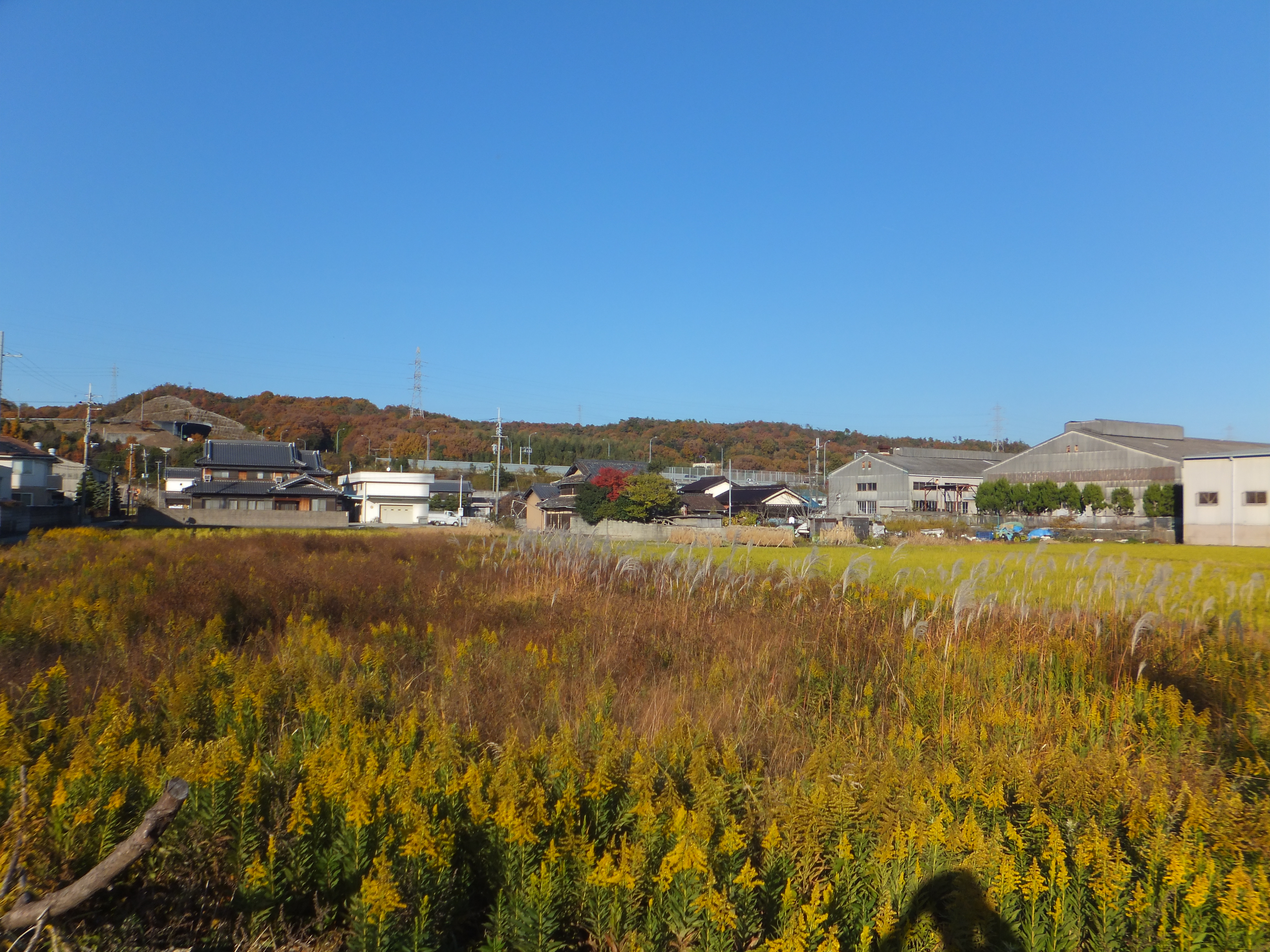
地内にある農業地帯

- 久留美地区の西側、美嚢川の北側、三木市中心部から北西部に位置している。元々は現在の大村と合わせて、「大鷲村」と呼ばれていたが、村の規模が大きくなったことから、西側を鳥町に東側を大村へと分割した。由来は白鳥神社から来ている。現在は南側の沖積平野上に国道175号三木バイパス・兵庫県道360号正法寺三木停車場線の沿線上に圃場整備が済んだ農地と集落が広がっている。北側は山地である。[1][2][3][4][5]東側は大村・西側は別所町和田・南側は別所町近藤・北側は小野市樫山町と接している。

## 歴史

### 成立から町村制施行まで
- 1617年（元和3年） - 明石藩領になる。[4]

### 町村制施行以降
- 1951年（昭和26年）3月15日 - 三木町に編入され、三木町大字鳥町になる。[1]
- 1954年（昭和29年）6月1日 - 三木市を新設し、三木市鳥町になる。[1][6]

### 字域の変遷
| 実施前                 | 実施年        | 実施後               |
| ---------------------- | ------------- | -------------------- |
| 美嚢郡久留美村大字鳥町 | 1951年3月15日 | 美嚢郡三木町大字鳥町 |
| 美嚢郡三木町大字鳥町   | 1954年6月1日  | 三木市鳥町           |

## 施設
- サンセイダンボール三木工場
- 住吉神社[4][5]
- 小野市ゴルフクラブ（所在地は小野市樫山町であるが、敷地の一部は当地内に位置している。）
- 鳥町児童公園

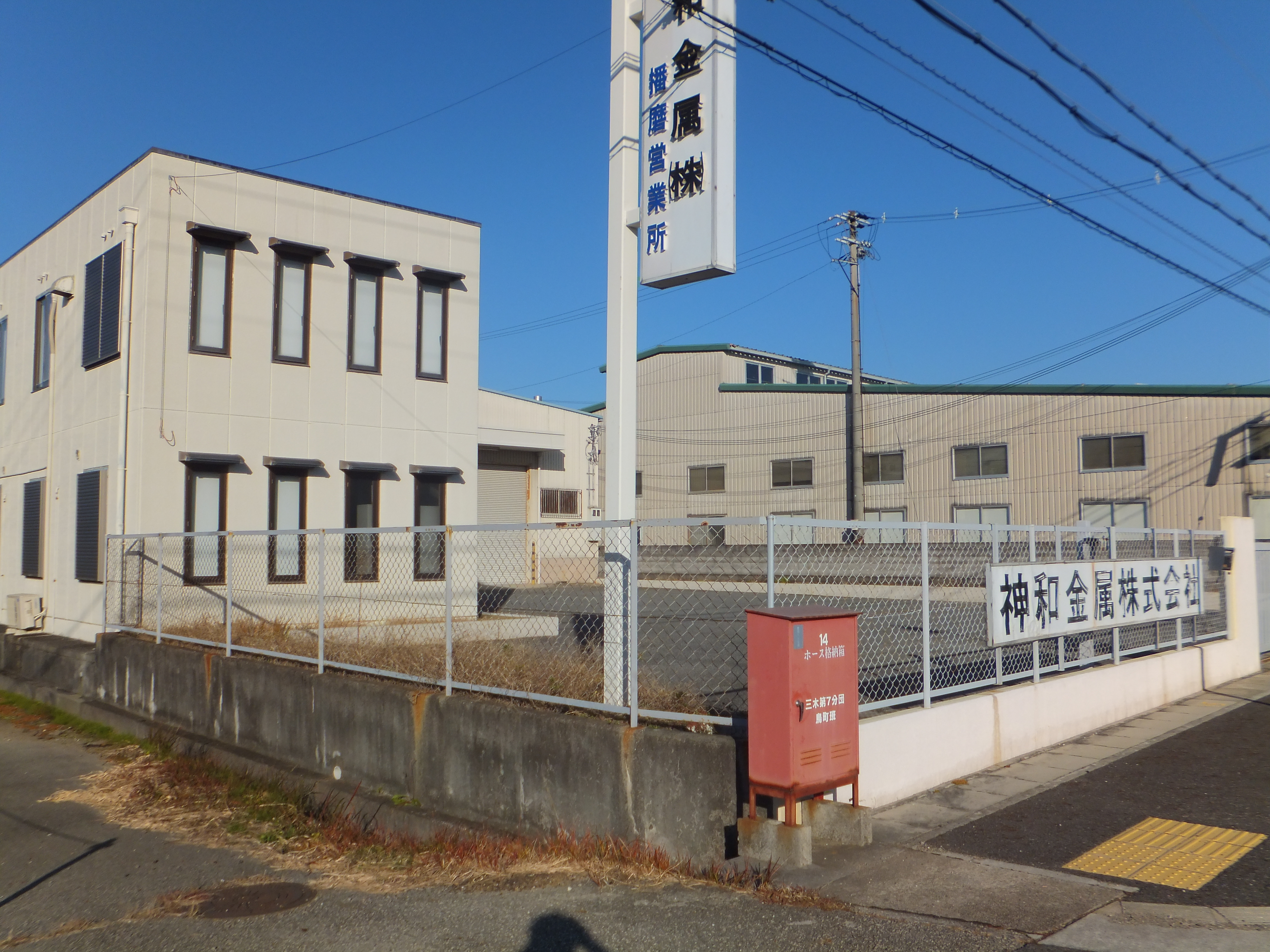
神和金属播磨営業所
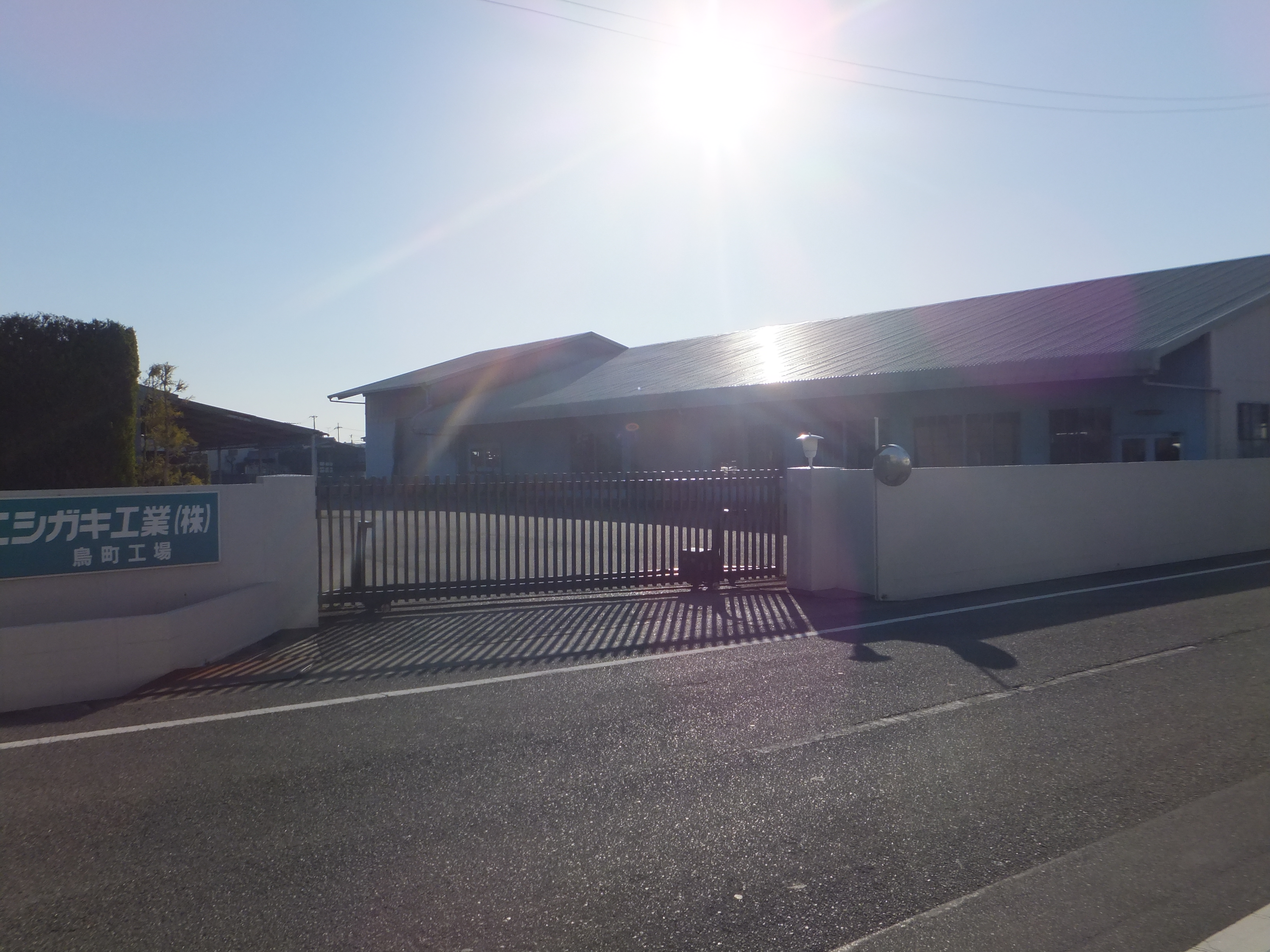
ニシガキ工業鳥町工場

- 神和金属播磨営業所
- ニシガキ工業鳥町工場

## 小・中学校の学区
| 大字 | 番地 | 小学校             | 中学校             |
| ---- | ---- | ------------------ | ------------------ |
| 鳥町 | 全域 | 三木市立平田小学校 | 三木市立三木中学校 |

## 交通

### 鉄道
地内には鉄道は走っていない。

### バス
- 神姫バス
- みっきぃバス

### 道路
- 山陽自動車道三木小野インターチェンジ
- 国道175号三木バイパス（国道427号重複）
- 兵庫県道360号正法寺三木停車場線

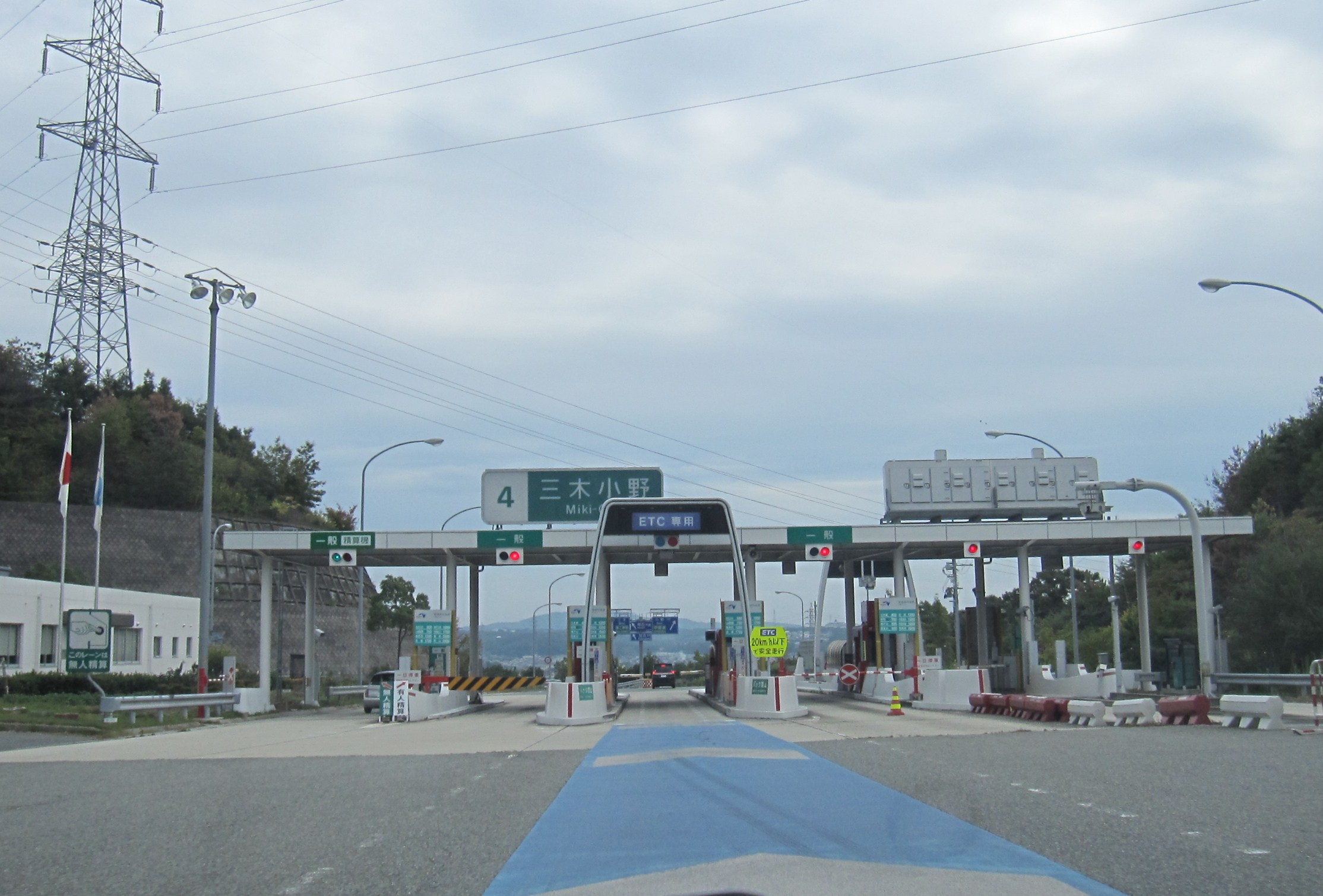
三木小野インターチェンジ
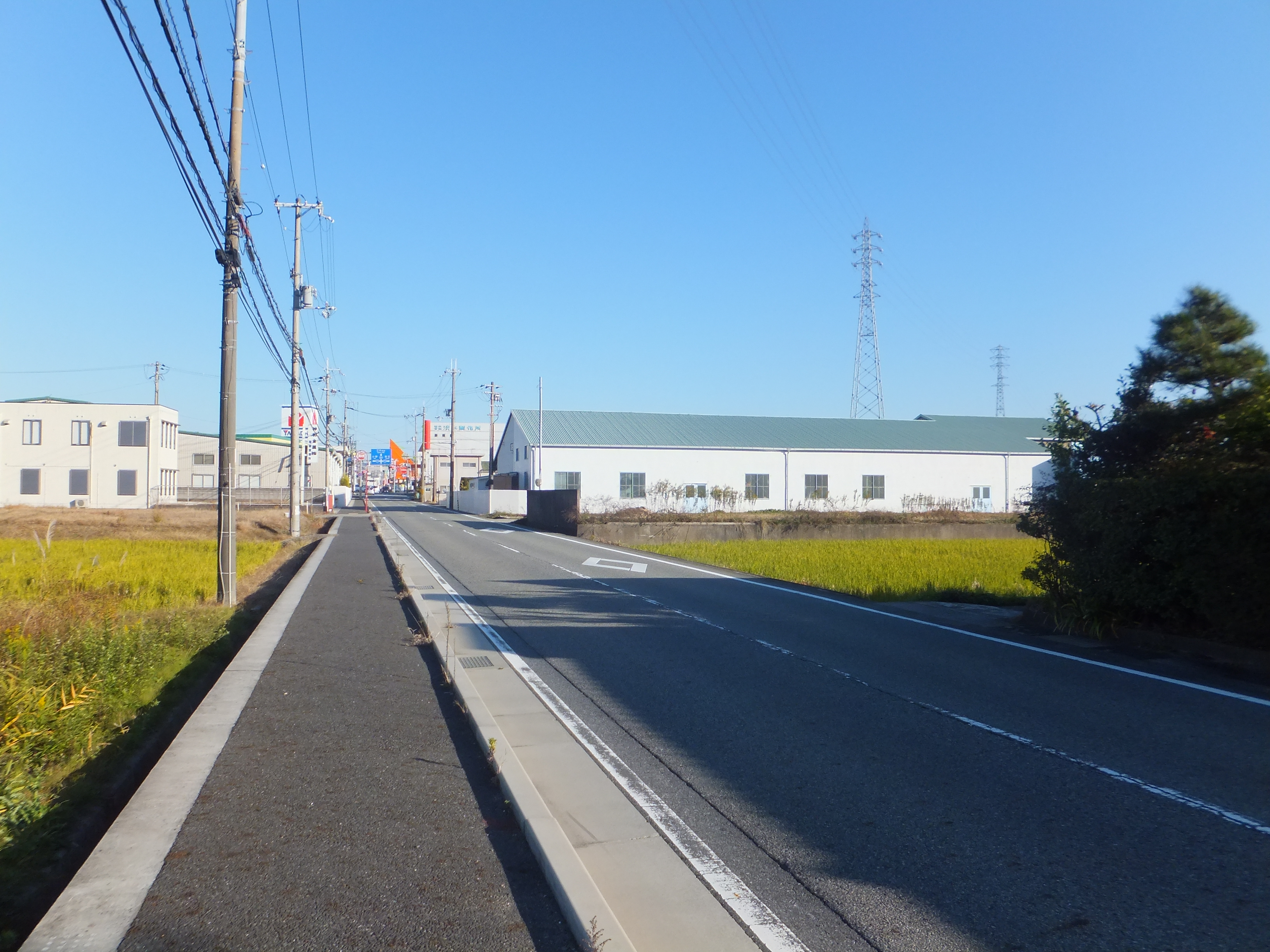
兵庫県道360号正法寺三木停車場線